# Akın Akınözü
Süreyya Akın Akınözü (* 22. September 1990 in Ankara) ist ein türkischer Schauspieler.

## Leben und Karriere
Akınözü wurde am 22. September 1990 in Ankara geboren. Er ist der Sohn der Schauspielerin Özlem Akınözü und des Restaurantinhabers Tamer Akınözü. Sein Großvater mütterlicherseits, Süreyya Arın, war einer der ersten Fernsehmoderatoren bei TRT. Sein Großonkel Süha Arın war als „Vater der türkischen Dokumentarfilme“ bekannt. Er studierte an der University of California, Berkeley. Sein Debüt gab er 2014 in dem Film Azrail.
Danach spielte er 2015 in der Fernsehserie  Muhteşem Yüzyıl: Kösem mit. Außerdem war er 2016 in Arkadaşlar İyidir zu sehen. Seine erste Hauptrolle bekam er in Aslan Ailem. Anschließend spielte er 2019 in Hercai die Hauptrolle. 2020 wurde er für die Auszeichnung Golden Butterfly Awards als „Best Actor in a Dramatic Series“ und „Best Couple in a TV series“ nominiert. Unter anderem trat er 2021 in der Serie Kaderimin Oyunu auf.

## Filmografie
Filme
- 2014: Azrail

Serien
- 2015: Muhteşem Yüzyıl: Kösem
- 2011: Arkadaşlar İyidir
- 2017–2018: Aslan Ailem
- 2017–2018: Payitaht Abdülhamid
- 2019–2021: Hercai
- 2021–2022: Kaderimin Oyunu
- seit 2022: Tuzak

## Auszeichnungen

### Gewonnen
- 2019: Premios Nova Mas and Mister Nova in der Kategorie „Best Actor in a Drama Series“[4]
- 2019: Golden Objective Awards in der Kategorie „Best Actor in a Drama Series“[5]

### Nominiert
- 2020: Golden Butterfly Awards in der Kategorie „Best Actor in a Drama Series“[6]
- 2020: Golden Butterfly Awards in der Kategorie „Best TV Couple“